# Paddy Duffy
Patrick "Paddy" Duffy (Boston, 12 de novembro de 1864 - 19 de julho de 1890) foi um pugilista americano, reconhecido como o primeiro campeão mundial dos meios-médios da era moderna do boxe.

## Biografia
Paddy Duffy teve uma curta carreira, porém vitorosa. Começou a lutar em 1884, aos 19 anos, e tornou-se campeão mundial dos meios-médios em 1888, ao nocautear Billy McMillan.
Defendeu seu título uma única vez, em 1889, contra Tom Meadows, em um combate que durou 45 assaltos, antes de terminar com a desqualificação de Meadows.
No ano seguinte, aos 25 anos, teve sua carreira abreviada pela tuberculose. Duffy sofreu apenas uma derrota em sua carreira, tendo falecido ainda como campeão.
Em 2008, Paddy Duffy foi incluído na galeria dos boxeadores que estão imortalizados no International Boxing Hall of Fame